# Стротер, Энн
Энн Элис Стротер (англ. Ann Elise Strother; род. 11 декабря 1983 года на востоке штата Айова, США) — американская профессиональная баскетболистка, выступавшая в женской национальной баскетбольной ассоциации. Была выбрана на драфте ВНБА 2006 года во втором раунде под общим пятнадцатым номером командой «Хьюстон Кометс». Играла на позиции атакующего защитника и лёгкого форварда.

## Ранние годы
Энн Стротер родилась 11 декабря 1983 года на востоке штата Айова в семье Кеннета и Джанит Стротер, у неё есть брат, Джон, и сестра, Бритта. Когда Стротер училась в восьмом классе её семья перебралась в город Касл-Рок (штат Колорадо), где она поначалу посещала среднюю школу Херитидж в городке Литлтон, а затем одноимённую среднюю школу в соседнем городке Хайлендс-Ранч, в которых выступала за местные баскетбольные команды.